# شبيشي الكبيرة (جفال)
شبيشي الكبيرة (بالفارسية: شبیشی بزرگ) هي منطقة سكنية تقع في إيران في قسم جفال الريفي. يقدر عدد سكانها بـ 480 نسمة بحسب إحصاء 2016.